# Flemming Serritslev
Flemming Serritslev (født 18. februar 1947) er en dansk tidligere fodboldspiller og nu -træner, der er bl.a. har været assistenttræner for Danmarks fodboldlandshold og træner for Danmarks U21-landshold. Han er pt. landstræner for Fiji.

## Spillerkarriere
I sin aktive karriere spillede Serritslev 267 kampe for Vejle Boldklub og var med til at blive dansk mester i 1972 og vinde Landspokalturneringen i 1972, 1975 og 1977.

## Trænerkarriere
Som træner rykkede han B1909 op i landets bedste række i 1990. I 1992 afløste han Jan B. Poulsen som assistenttræner for Richard Møller Nielsen. I 2000 afløste han igen Poulsen, denne gang som U21-landsholdstræner, en post han havde frem til 2006, hvor han blev sportschef i Vejle Boldklub. Han forlod dog allerede 21. november 2006 klubben på grund af samarbejdsvanskeligheder. I 2008 blev han ansat som cheftræner for det nigerianske hold Nasarawa United. Efter et halvt år forlod han Nigeria for i stedet at blive ungdomslandstræner i Armenien, hvor Jan B. Poulsen i øvrigt var landstræner. I august 2010 blev han udnævnt til teknisk direktør for den iranske klub Sanat Mes Kerman FC.